# Старокубово
Старокубо́во (рос. Старокубово, башк. Иҫке Ҡобау) — село у складі Іглінського району Башкортостану, Росія. Входить до складу Чуваш-Кубовської сільської ради.
Населення — 639 осіб (2010; 455 в 2002).
Національний склад:
- башкири — 90 %